# Schulenberg (Hattingen)
Der Schulenberg ist eine bewaldete Anhöhe südlich der Altstadt von Hattingen. Die Höhe beträgt über 160 m Normalhöhennull.

Aussicht vom Schulenberg auf Hattingen, 1908

Auf der Anhöhe befinden sich das Restaurant Schulenburg (1903), der Bismarckturm Hattingen (1901) und das Ehrenmal Schulenberg (1927). Der Berg wird vom 195 Meter langen Schulenbergtunnel (1883) unterquert. 
Geologisch zählt der Berg zum Rheinischen Schiefergebirge; die Schichten des Karbon treten hier zutage. Im Süden befinden sich der Heierbergsbach (Wodantal), im Osten der Sprockhöveler Bach.
Der Waldlehrpfad wurde 2024 restauriert.